# Kindamba
Kindamba är en småstad (franska: communauté urbaine) i Kongo-Brazzaville. Den ligger i departementet Pool, i den södra delen av landet, 100 km nordväst om huvudstaden Brazzaville. Antalet invånare är 8 415.